# Everyday People
Singles de Sly and the Family Stone
Life / M'Lady
(1968) Stand! / I Want to Take You Higher
(1969)
Clip vidéo
[vidéo] « Everyday People », sur YouTube
Everyday People est une chanson du groupe américain Sly and the Family Stone. Elle est d'abord parue en single en novembre 1968 et ensuite sur l'album Stand! sorti en avril 1969.
Le message de la chanson est que tous les gens sont essentiellement pareils, quelles que soient leur race ou leur milieu social. C'est un cri de protestation envers les préjugés en tout genre.
La chanson a culminé à la 1re place à la fois dans le Hot 100 de Billboard et dans le hit-parade soul du même magazine, devenant le premier des trois singles de Sly and the Family Stone à atteindre la première place aux États-Unis.

## Accolades
La chanson Family Affair est classée à la 146e place sur la liste des « 500 plus grandes chansons de tous les temps » selon le magazine musical Rolling Stone.

## Interprétations et reprises
Le chanteur de soul Billy Paul a repris la chanson sur son album "Ebony Woman" en 1970. 
Les Staple Singers ont sorti une version de la chanson dans leur album We Get Over sortie en 1970 . 
Une version de Joan Jett & The Blackhearts sort en 1983 dans leur 3e album intitulé "Album". 
"Everyday People" de Ta Mara and The Seen a été un succès mineur aux Philippines en 1988. 
Aretha Franklin a interprété une version de la chanson pour son album "What You See Is What You Sweat" en 1991. 
Le groupe de hip hop Arrested Development a sorti une version adaptée de "Everyday People" en 1992 sur leur album de 3 Years, 5 Month & 2 Days in the Life Of... intitulé " People Everyday ". 
Une interprétation instrumentale unique de "Everyday People" est présentée sur l'album "Combustication" par le trio de jazz fusion Medeski, Martin and Wood en 1998. 
Prince reprenait très régulièrement la chanson lors de ses concerts de 1998 à 2012. 
L'album hommage de 2005 à Sly and the Family Stone, "Different Strokes" de "Different Folks", comprend une reprise de Maroon 5, accompagnée d'échantillons de l'enregistrement original. 
Jon Batiste et Stay Human ont interprété la chanson avec d'autres musiciens invités dans le premier épisode de The Late Show avec Stephen Colbert en 2015.
Une version de Jeff Buckley est inclus dans l'album publié à titre posthume "You and I" sortie en 2016.
Shaila E. enregistre une reprise de la chanson dans son album "Iconic: Message 4 America" en 2017.